# Doubrava (přírodní rezervace)
Doubrava je přírodní rezervace v okresech Šumperk a Olomouc. Byla zřízena vyhláškou č. 1/2010 Správy CHKO Litovelské Pomoraví v Olomouci ze dne 3. května 2010. Důvodem ochrany je soubor přírodě blízkých ekosystémů s výskytem typických i vzácných druhů rostlin a živočichů – zvláště vzácné lesy, prameniště, malé vodní toky a skalní ochozy. Nahradila bývalou, ale stejnojmennou přírodní rezervaci Doubrava s evidenčním číslem 1652 o rozloze 61,49 ha.

## Popis lokality
Cele se překrývá s CHKO Litovelské Pomoraví. Předmětem ochrany jsou teplomilná lesní společenstva charakteru pařezin s přirozenou dřevinnou skladbou a s výskytem typických druhů bylinného podrostu.